# Cordilura atripennis
Cordilura atripennis är en tvåvingeart som beskrevs av James 1955. Cordilura atripennis ingår i släktet Cordilura och familjen kolvflugor.
Artens utbredningsområde är Utah. Inga underarter finns listade i Catalogue of Life.